# Weichs (Adelsgeschlecht)

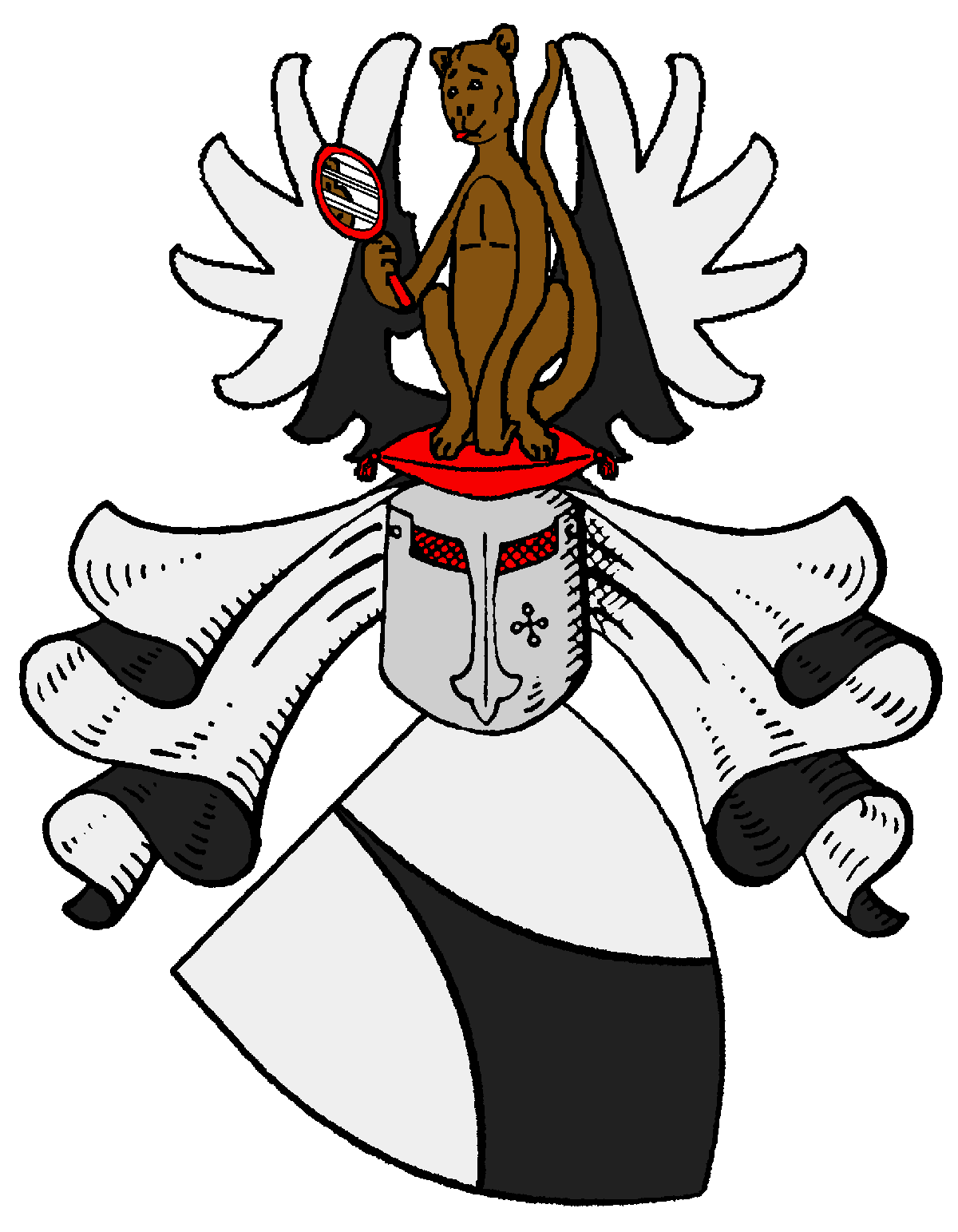
Stammwappen derer von Weichs

Weichs ist der Name eines alten bayerischen Adelsgeschlechts. Die Herren von und zu Weichs stammen aus dem bayerischen Uradel. Ihr Stammsitz Weichs an der Glonn ist heute eine Gemeinde im Landkreis Dachau bei München. Seit dem 17. Jahrhundert sind die bis heute bestehenden Zweige der Familie im kölnischen Rheinland sowie im kurkölnischen Westfalen ansässig.

## Geschichte

### Bayern
Erstmals urkundlich erwähnt wird das Geschlecht mit Conradus de Weichs im Jahre 1221. Er war in Weichs an der Glonn bei Dachau ansässig. Das Geschlecht ist nicht zu verwechseln mit den Weichser von Traubling, die von 1151 bis 1280 auf dem Schloss Weichs bei Regensburg und im 14. Jahrhundert auf der Burg Traubling ansässig waren. Die Herren von Weichs an der Glonn (meist Weichs zu Glon genannt) besaßen jahrhundertelang das Erbkämmereramt im Bistum Freising. 1410 wurde Degenhart von Weichs zum Bischof von Freising gewählt, von Papst Johannes XXIII. jedoch nicht anerkannt, sodass 1411 Konrad von Hebenstreit nachfolgte; Degenhard blieb Domherr in Augsburg.

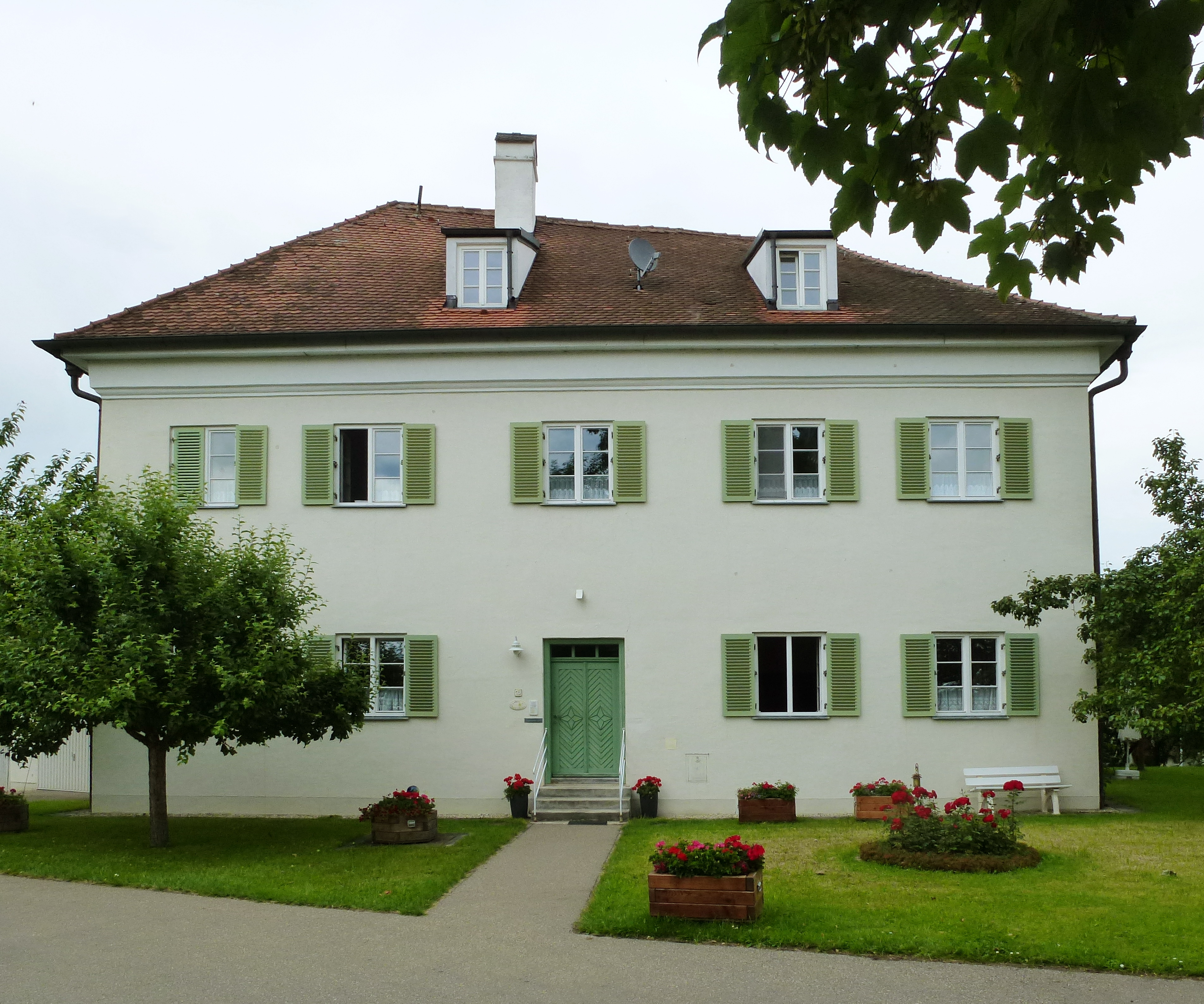
Ehemaliges Hofmarkschloss der ⅓-Fideikommissherrschaft Weichs an der Glonn

1458 teilten sich drei Brüder die Hofmark Weichs auf, um 1540 kamen jedoch zwei Drittel wieder in einer Hand zusammen, während das dritte ab 1560 ein Fideikommiss wurde. 1566 stiftete die Familie ein Spital in Weichs, dessen Gebäude noch steht. Die Herren von „⅔ Weichs“, ab 1623 Freiherren, starben 1655 auf dem Stammschloss aus, das danach in andere Hände kam. Die ältere Linie des Wiguläus von Weichs blühte in vier Ästen an anderen Orten weiter: zu Steingriff, Falkenfels, Obergriesbach und Dasing, die aber alle, bis auf den später österreichischen Ast Obergriesbach, wieder erloschen. Dasing wurde nach Zerstörung im Dreißigjährigen Krieg 1644 verkauft, Obergriesbach 1730 und Falkenfels 1796. Der Griesbacher Ast blühte aber fort und besaß von 1821 bis 1881 das oberösterreichische Schloss Walchen.
Die jüngere, kurkölnische Linie des Engelhart von Weichs wanderte um 1610 ins Rheinland aus, blieb aber durch den Fideikommiss von „⅓ Weichs“ mit dem Stammsitz verbunden. Dort wurde 1774 ein neues Hofmarkschlösschen errichtet, das nach der Bauernbefreiung von 1848 im Jahre 1852 in ein Kloster mit angeschlossener Schule umgewandelt wurde. 1853 wurde das ältere Stammschloss abgerissen.
Ursula von Weichs (* ca. 1500, † 1568), war die Lebensgefährtin des Herzogs Ludwig X. von Bayern-Landshut. Barthel Beham schuf 1531 Porträts des Paares; Ursulas hängt heute in der National Gallery of Canada, Ludwigs im Liechtenstein Museum in Wien.

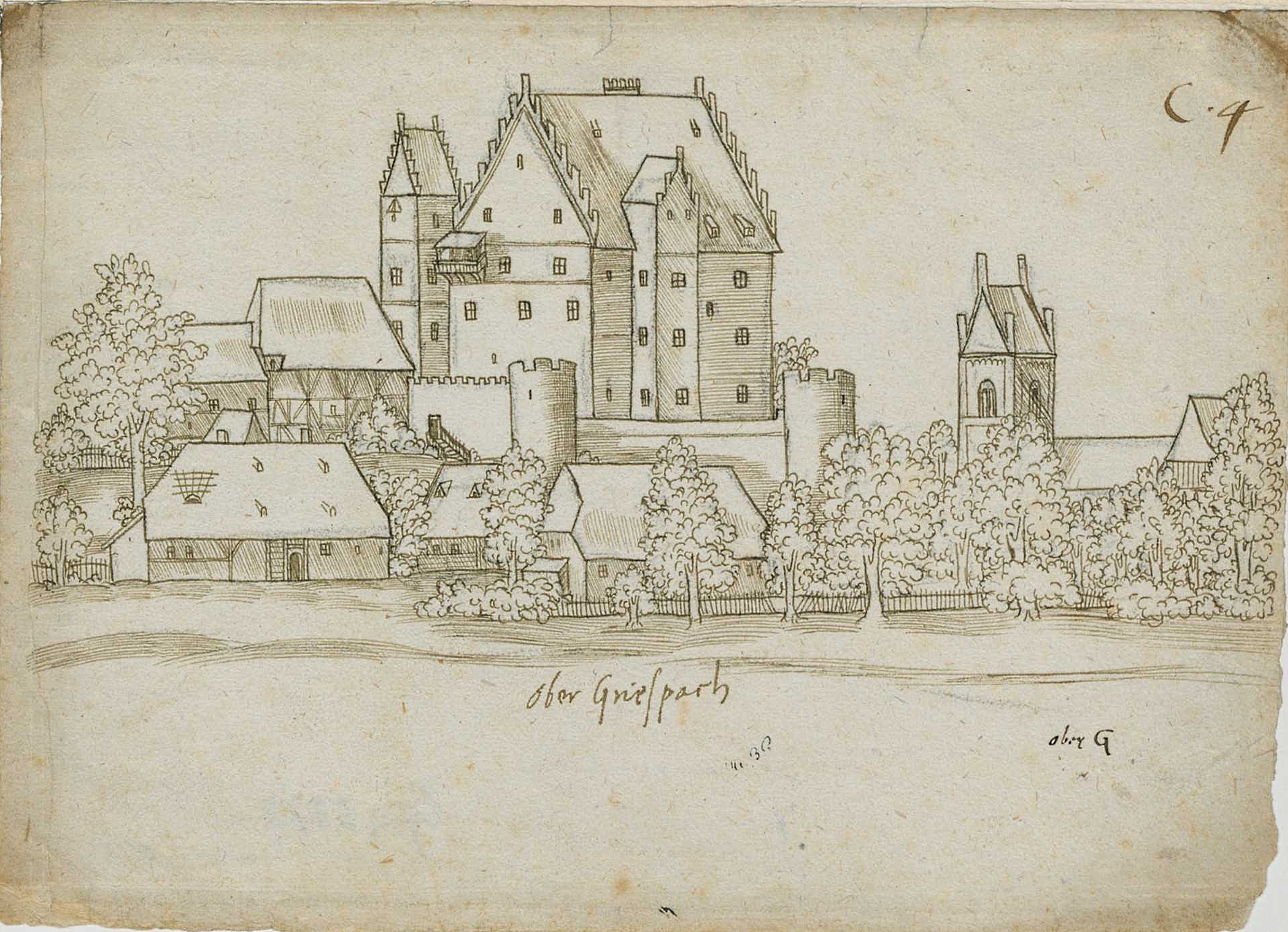
Schloss Obergriesbach, bayerisch Schwaben (1468 bis 1730 im Familienbesitz)
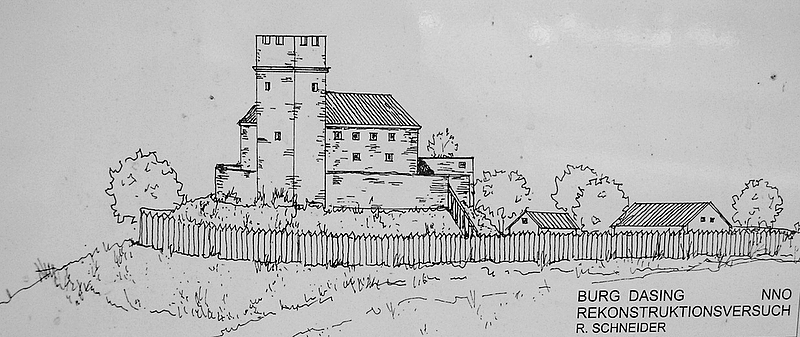
Rekonstruktion Burg Dasing, bayerisch Schwaben (um 1518 bis 1632 im Familienbesitz)
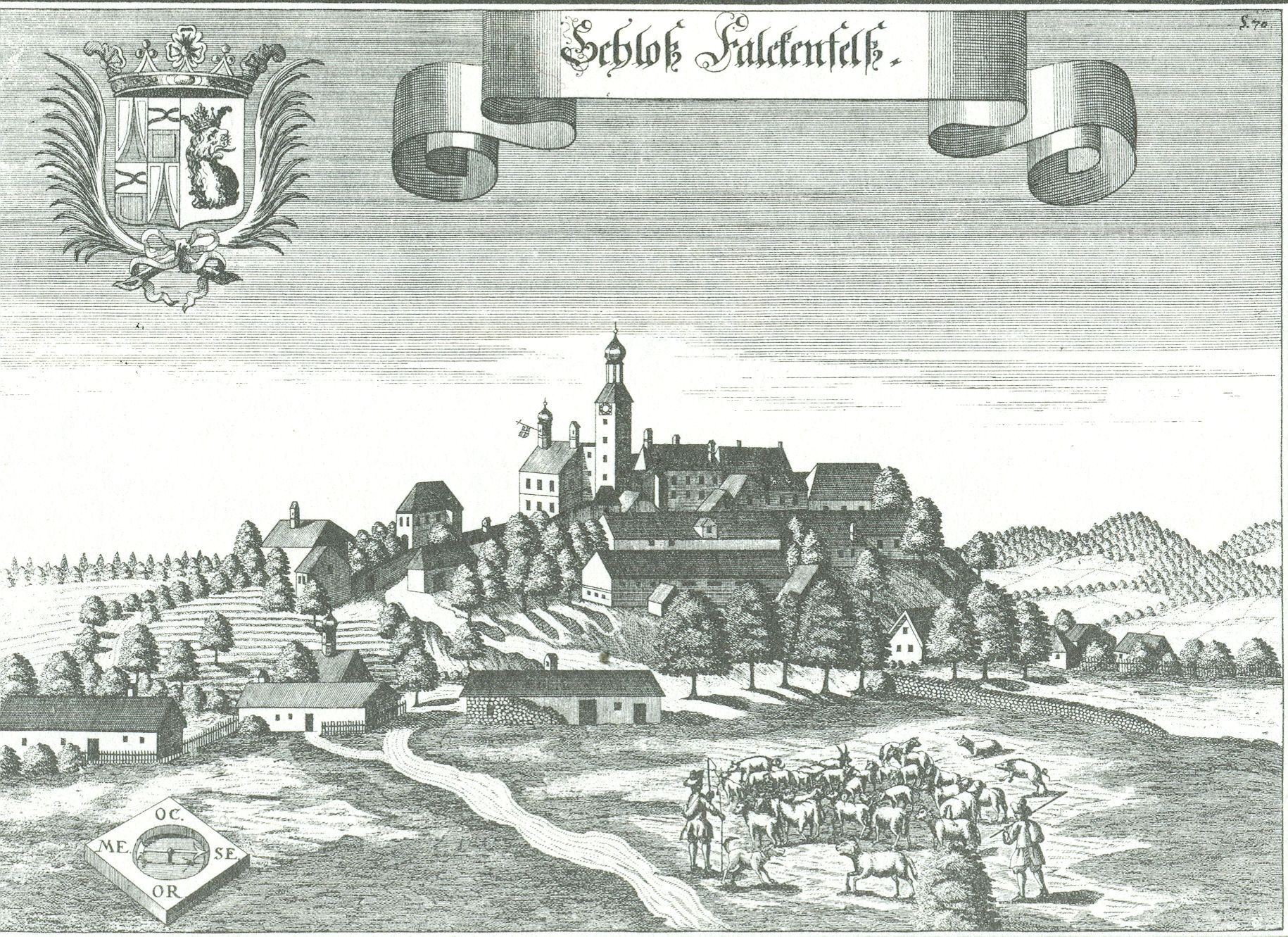
Burg Falkenfels, Niederbayern (1607 bis 1796 im Familienbesitz)

### Kurköln und Westfalen
Die jüngere Linie kam Anfang des 17. Jahrhunderts in das 1583–1761 von bayerischen Wittelsbachern als Erzbischöfe regierte Kurköln und bildete dort drei Äste. Ein älterer zu Körtlinghausen im Sauerland, der 1819 erlosch, ein mittlerer zu Rösberg im Rheinland und ein jüngster zu Wenne in Westfalen.
Von 1645 bis 1819 war Körtlinghausen im Besitz der Familie von Weichs. Das Schloss Körtlinghausen wurde 1714 von dem Hildesheimer Baumeister Justus Wehmer als Barockanlage für den Oberjägermeister Freiherr Franz Otto von und zu Weichs erbaut; 1830 ging es an die Freiherren von Fürstenberg über, die es bis heute besitzen. Für den Domkantor Johann Bernhard Joseph von Weichs erbaute Justus Wehmer 1729 eine Kurie in Hildesheim, die später das bischöfliche Konvikt beherbergte.
1629 wurde der kurkölnische Kammerherr Gaudenz Freiherr von Weichs zu Glon mit dem Besitz Rösberg belehnt. Dessen Sohn, der Erbjägermeister Ferdinand Joseph Freiherr von Weichs ließ um 1730 das Barockschlösschen in Rösberg erbauen, das nach einem Brand 1833 sowie nach Zerstörung im Zweiten Weltkrieg jeweils wieder aufgebaut wurde. Durch Erbgang an die Familie Sayn-Wittgenstein gelangt, wurde es in den 1990er Jahren verkauft.
Haus Wenne im Sauerland gelangte 1678 aus dem Erbe der Familie Rump an den Obristen und fürstbischöflich-hildesheimschen Jägermeister Ignatz von Weichs, dessen Nachkommen, die Freiherren von Weichs zur Wenne, das Haus Wenne bis heute bewohnen. Im späten 18. Jahrhundert ließ Clemens August von Weichs die Anlage umgestalten. Stadtsitz war der Weichs’sche Hof in Arnsberg, der vom 18. Jahrhundert bis zum Verkauf 1990 im Familienbesitz blieb.

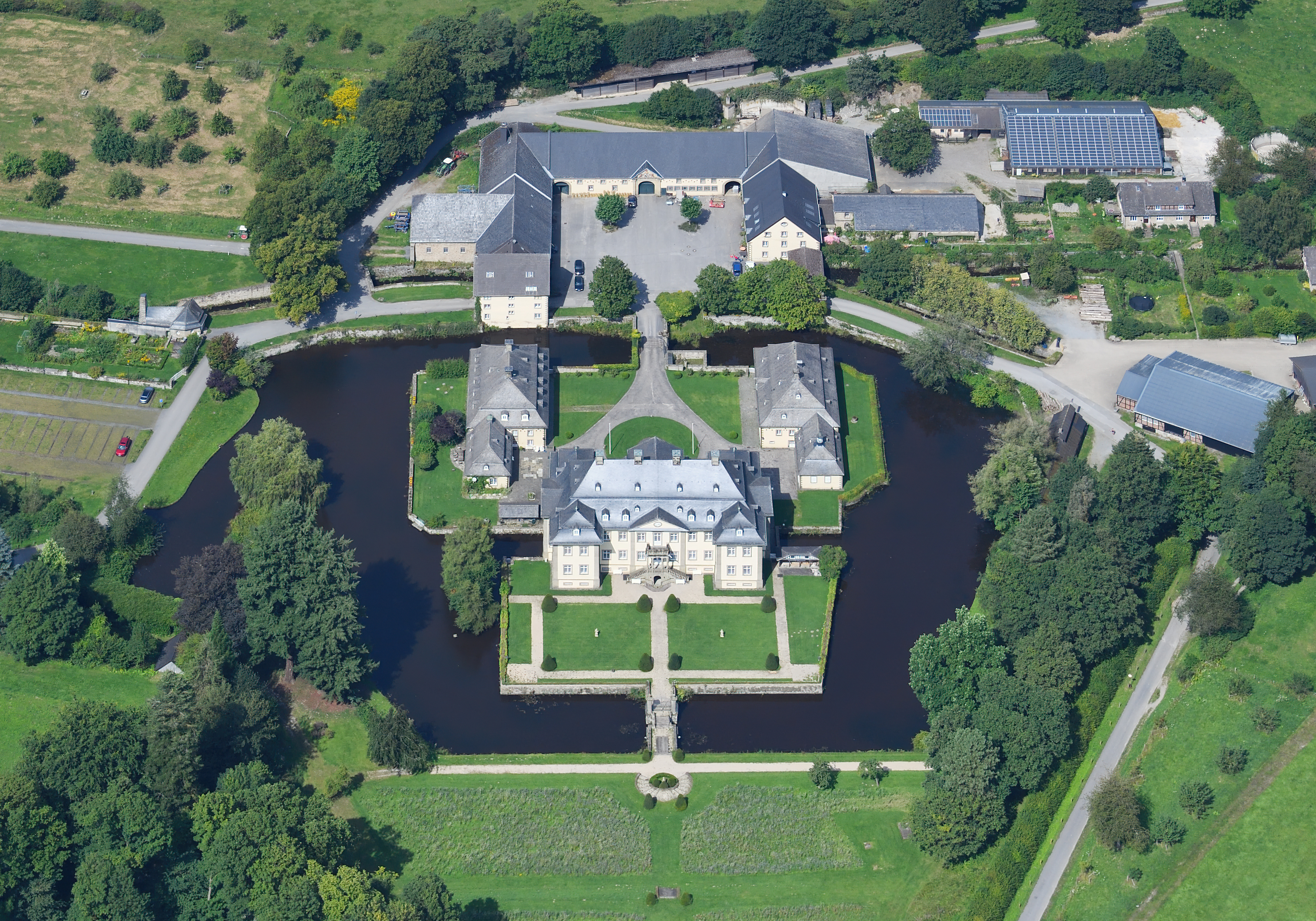
Schloss Körtlinghausen, Sauerland (1714 erbaut von Franz Otto von Weichs, 1645–1819 im Familienbesitz)
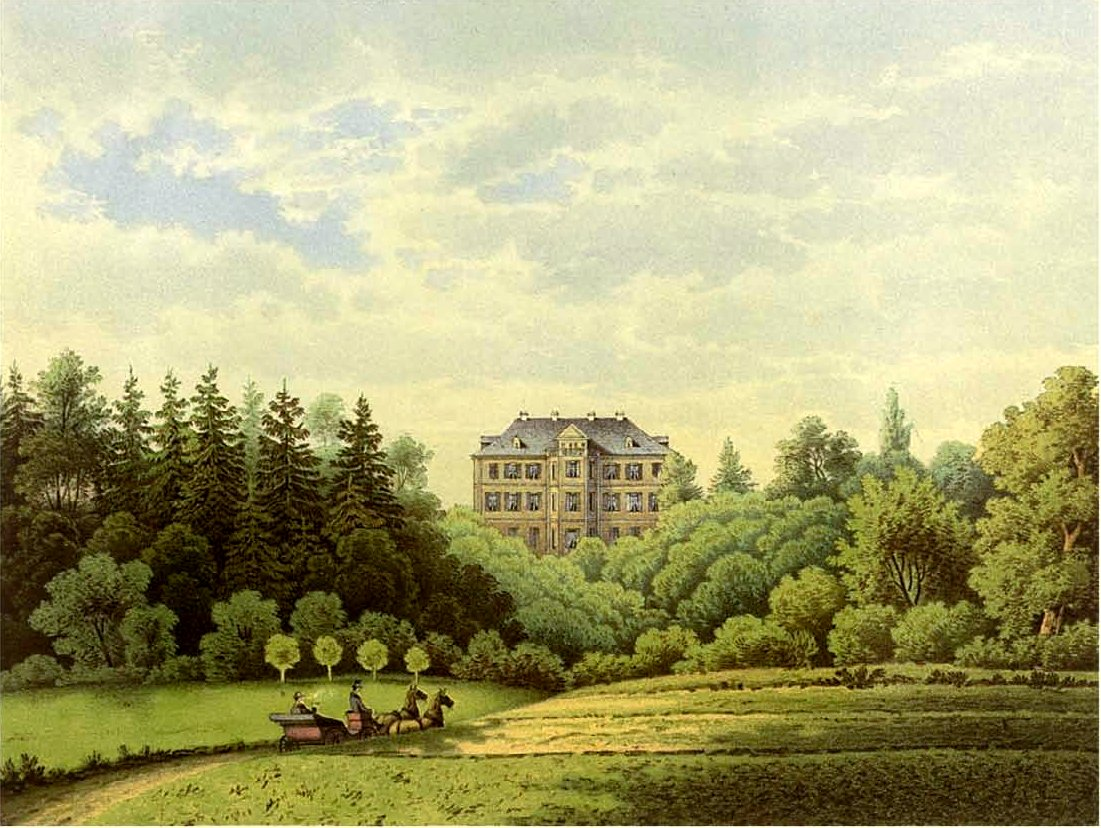
Schloss Rösberg bei Bornheim im 19. Jh. (1623–1954 im Familienbesitz)
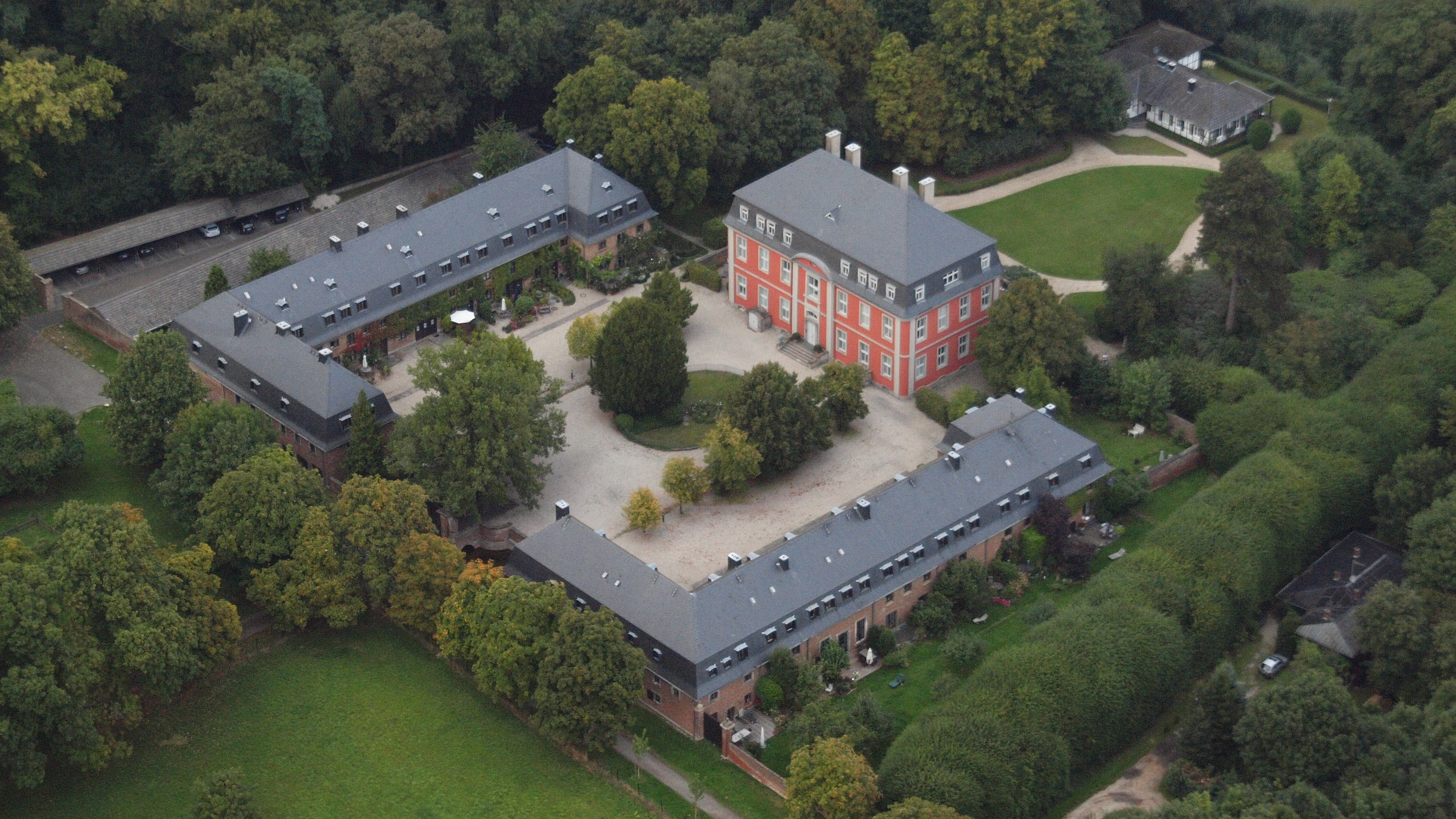
Schloss Rösberg, 2013
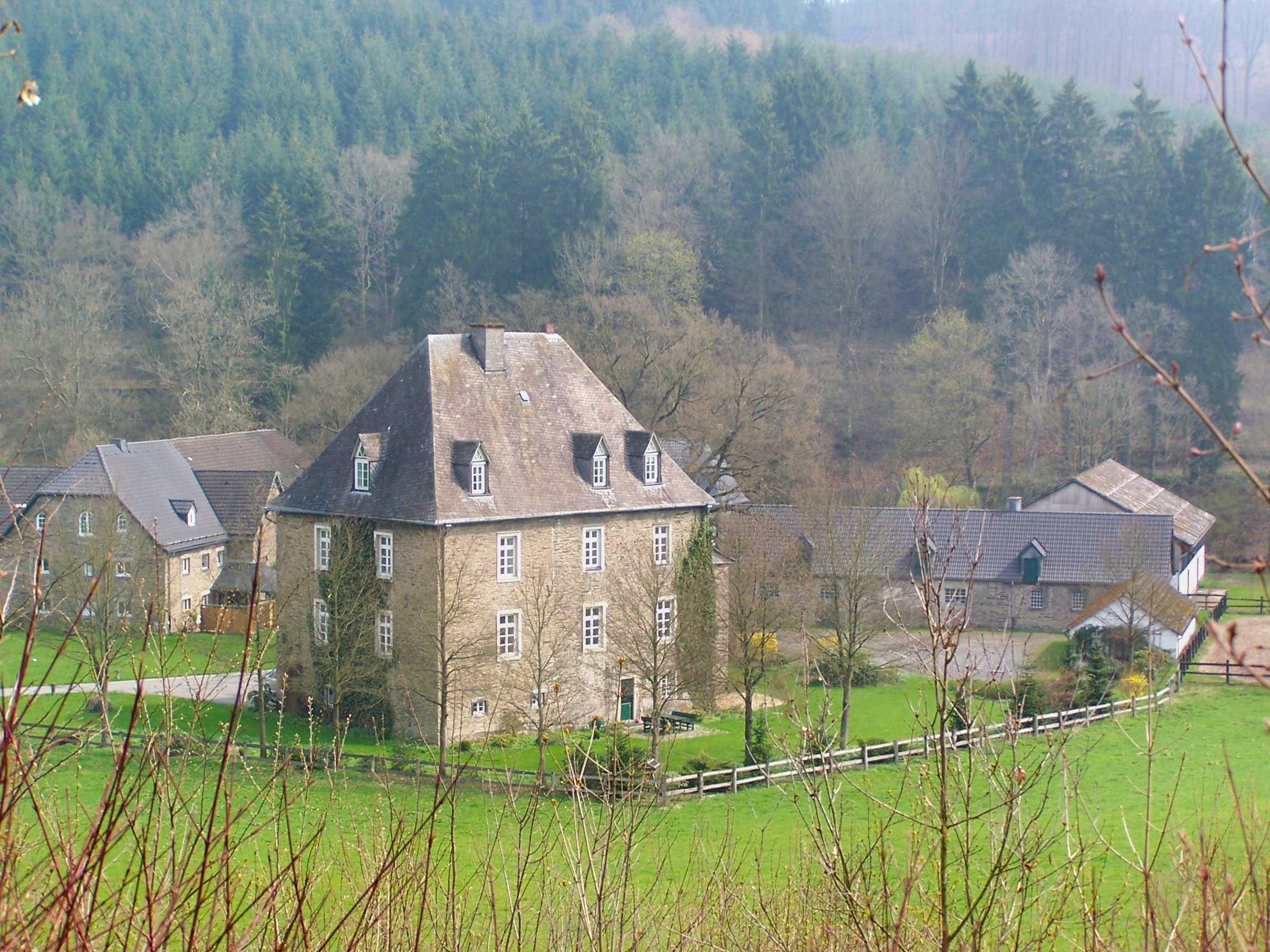
Haus Wenne, Sauerland (seit 1678 im Familienbesitz)
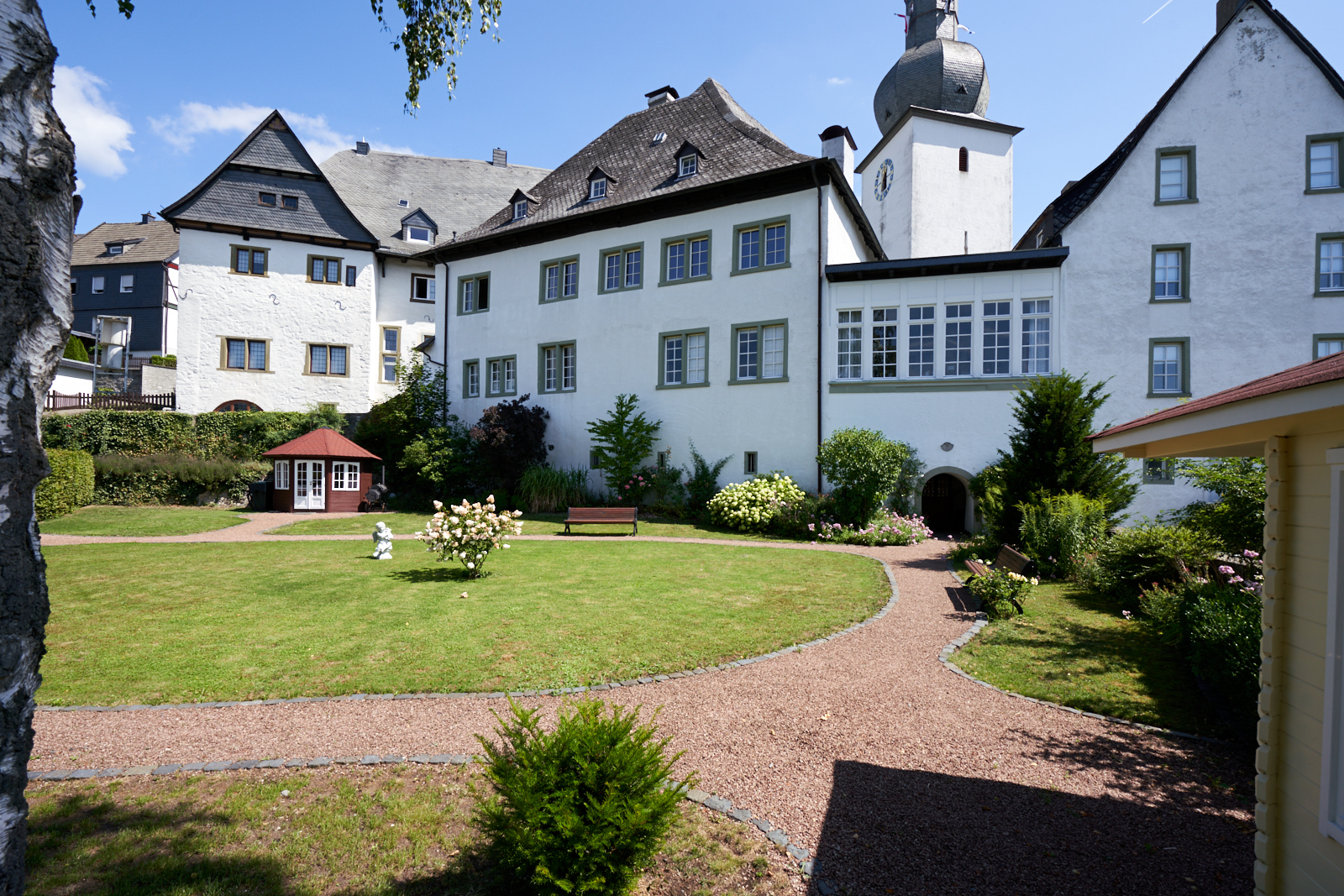
Weichs’scher Hof in Arnsberg

Clemens Freiherr von und zu Weichs (* 1736; † 1815), Herr zur Wenne, war Landdrost im Herzogtum Westfalen und Direktor der westfälischen Ritterschaft. Von seinen Söhnen  wurde Franz Philip Freiherr von Weichs Domherr zu Paderborn und geheimer Rat im Hochstift Paderborn. Wilhelm Anton Freiherr von Weichs war Domherr zu Münster und Maximilian Friedrich Freiherr von Weichs, Herr zu Rösberg und Weichs, geheimer Rat und Domherr zu Bamberg, wurde Direktor der Regierung des Großherzogtums Hessen.
Da der Senioratsbesitz am ⅔-Stammgut zu Weichs an der Glonn in der älteren, seit 1623 freiherrlichen Linie bis zu ihrem Aussterben 1655 und der ⅓-Fideikommissherrschaft der seit 1636 ebenfalls freiherrlichen jüngeren Linie, in ihrem Rösberger Ast bis 1852 fortdauerte, führten beide Linien den Namen Freiherren von und zu Weichs an der Glon.
Die Angehörigen des Zweiges Wenne nennen sich Freiherren von Weichs zur Wenne. 1806 heiratete Kaspar Karl Ferdinand Anton Franz Freiherr von Weichs zur Wenne (* 6. April 1777; † 25. Oktober 1850 in Schloss Geijsteren), Sohn des Clemens von Weichs, Maria Anna Reichsgräfin von und zu Hoensbroech. Durch die Vermählung kam das niederländische Gut Geijsteren bei Wanssum in die Familie. Die niederländischen Angehörigen der Familie wurden 1816 in die Limburgische Ritterschaft aufgenommen und tragen den Namen Baron de Weichs de Wenne. Das Kastell Geijsteren wurde 1944 durch einen Bombenangriff zerstört, der 700 ha große Landwirtschaftsbetrieb wird weiterhin von der Familie bewirtschaftet.
Das 1881 an die Familie gelangte Schloss Bladenhorst im Ruhrgebiet wurde durch Klemens Freiherr von Weichs zur Wenne aufgrund der Bedrohung durch Bergschäden verkauft; stattdessen erwarb er 1926 das Schloss Borlinghausen in Ostwestfalen, das seitdem Familienmittelpunkt seiner Nachkommen ist.

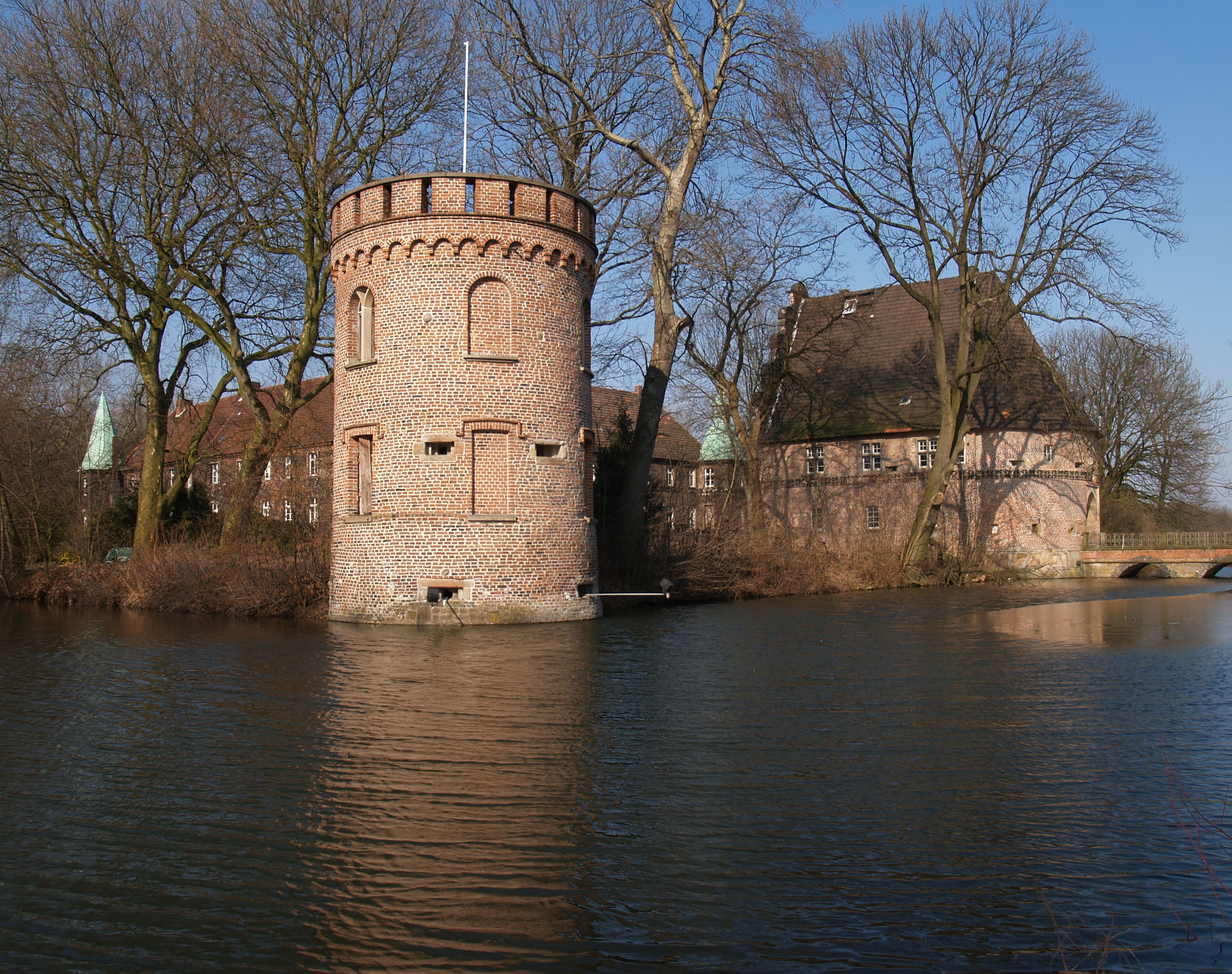
Schloss Bladenhorst, Castrop-Rauxel (1881–1926 im Familienbesitz)
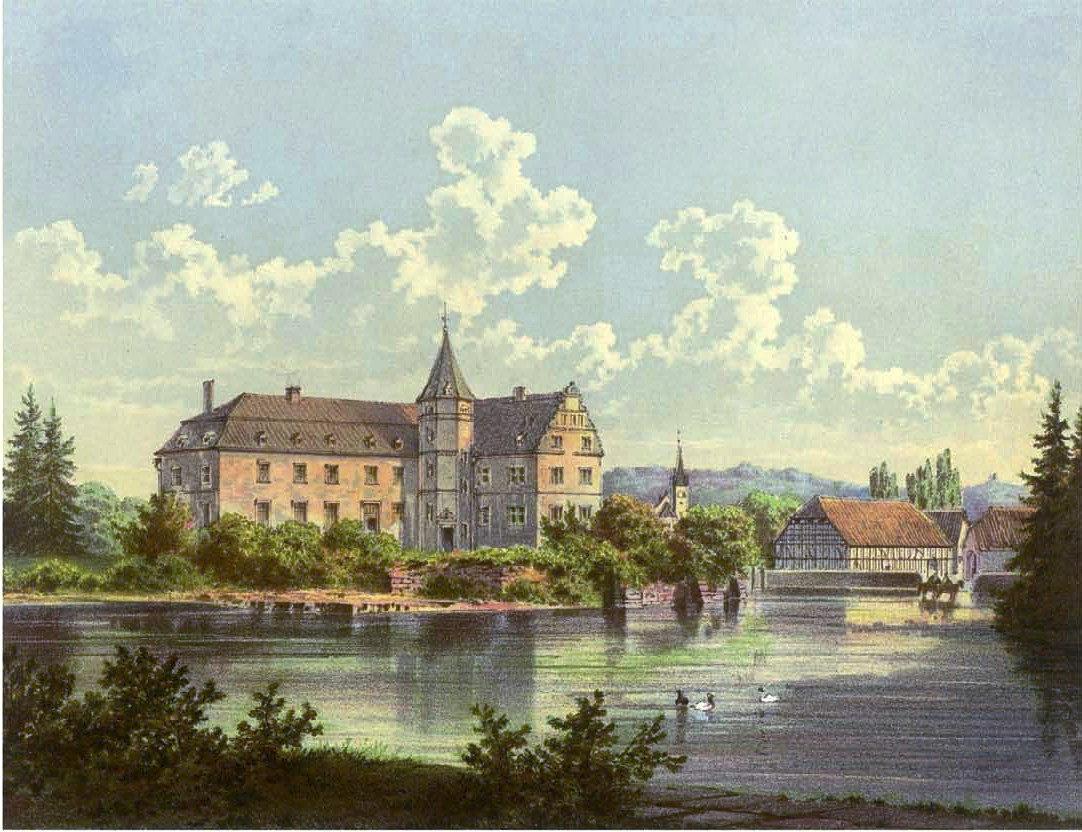
Schloss Borlinghausen, Ostwestfalen (seit 1926 im Familienbesitz)
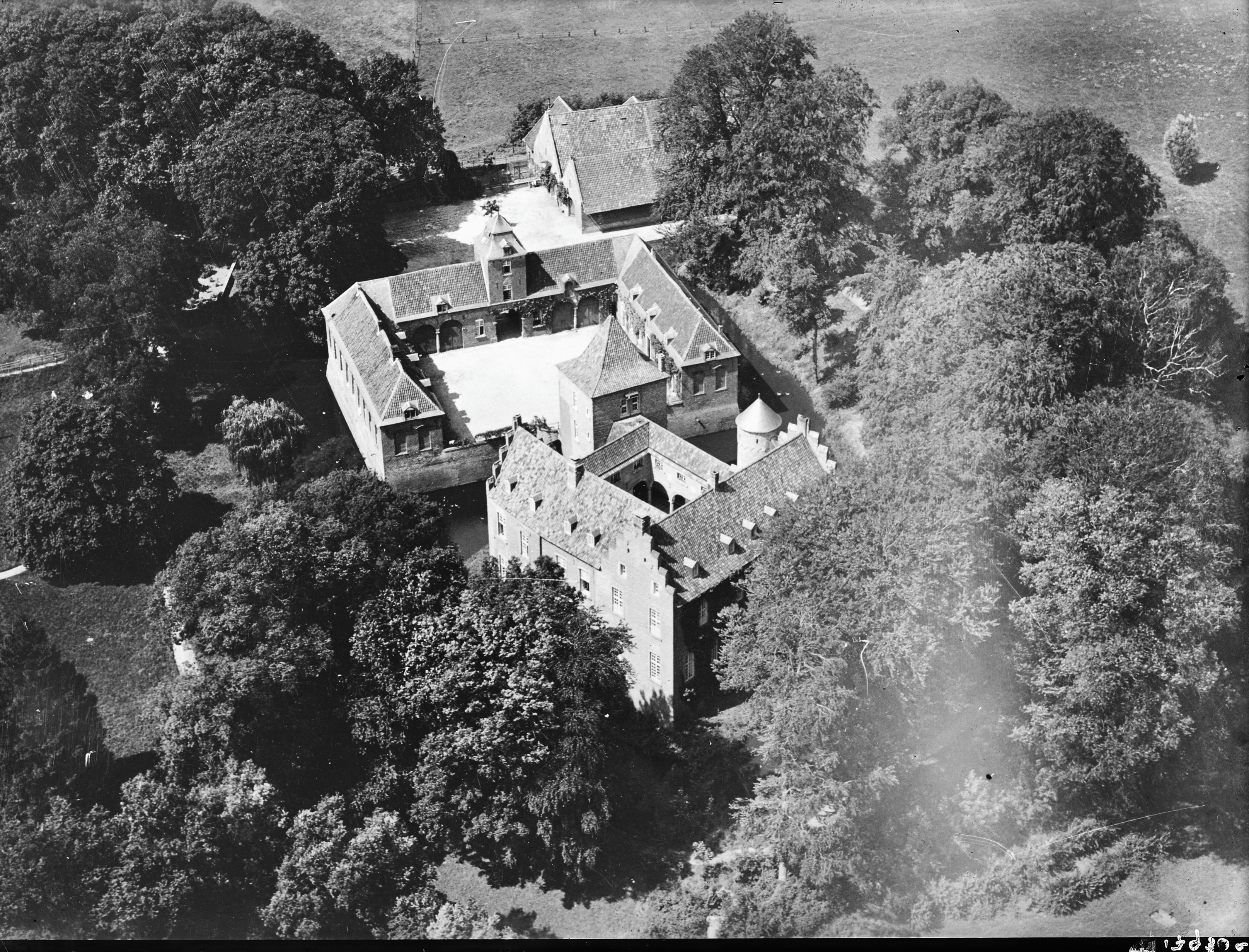
Kasteel Geysteren (seit 1806 in Familienbesitz, 1944 durch Bomben zerstört)

## Wappen
Das Stammwappen zeigt in Silber eine aufsteigende schwarze Spitze. Auf dem Helm sind zwei von Silber und Schwarz gegengeschrägte Flügel, zwischen denen auf einem roten Kissen ein natürlicher Affe hockt, der sich in einem Spiegel beschaut. Die Helmdecken sind schwarz-silber. Das Wappen der bayerisch-kurkölnischen Linie trägt zwei Helme mit der gleichen Helmzier und sich gegenüber sitzenden Affen.

### Historische Wappenbilder

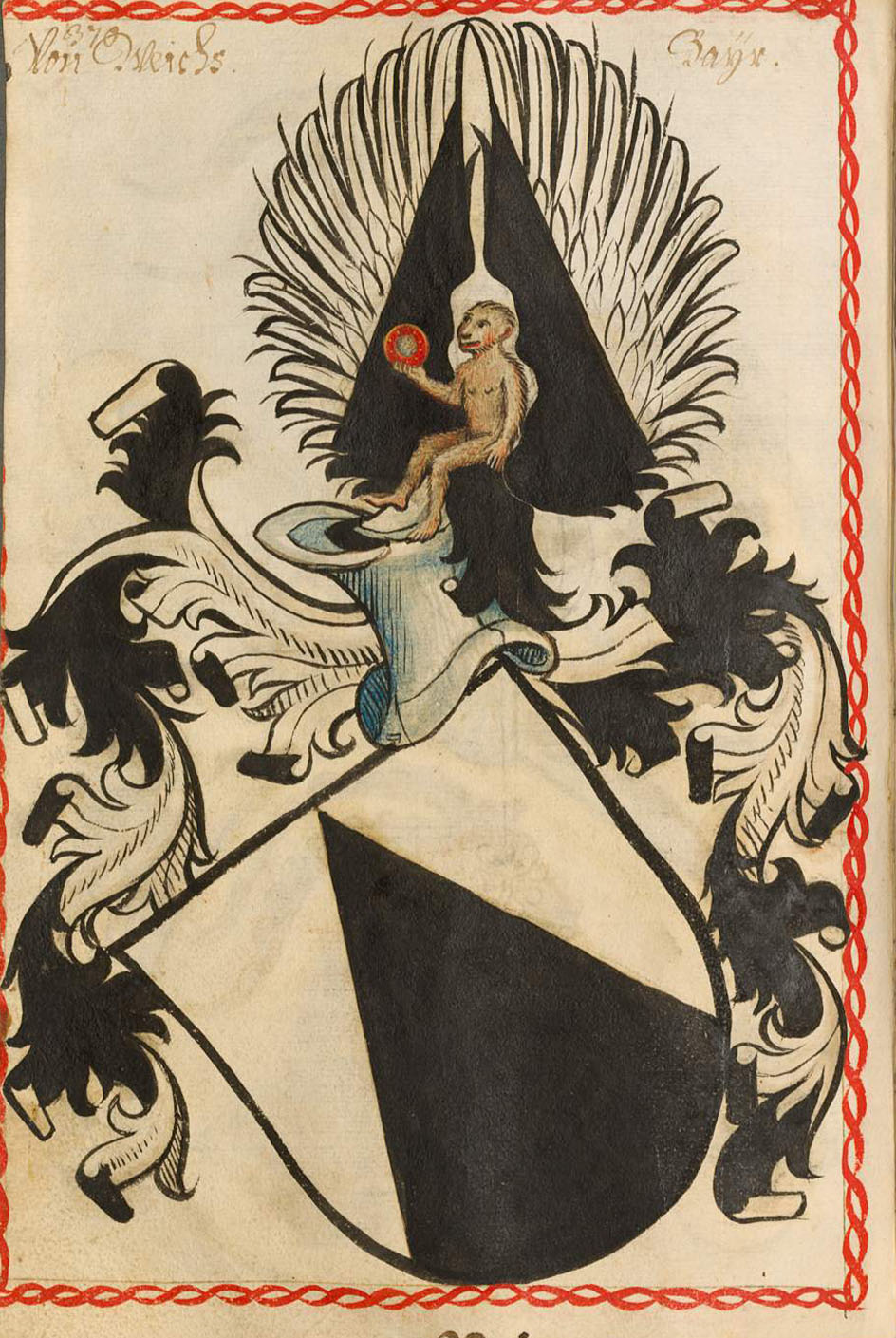
Wappen aus dem Scheiblerschen Wappenbuch von 1450
Wappen der zwei Bayerischen Geschlechter von Weychs von 1560
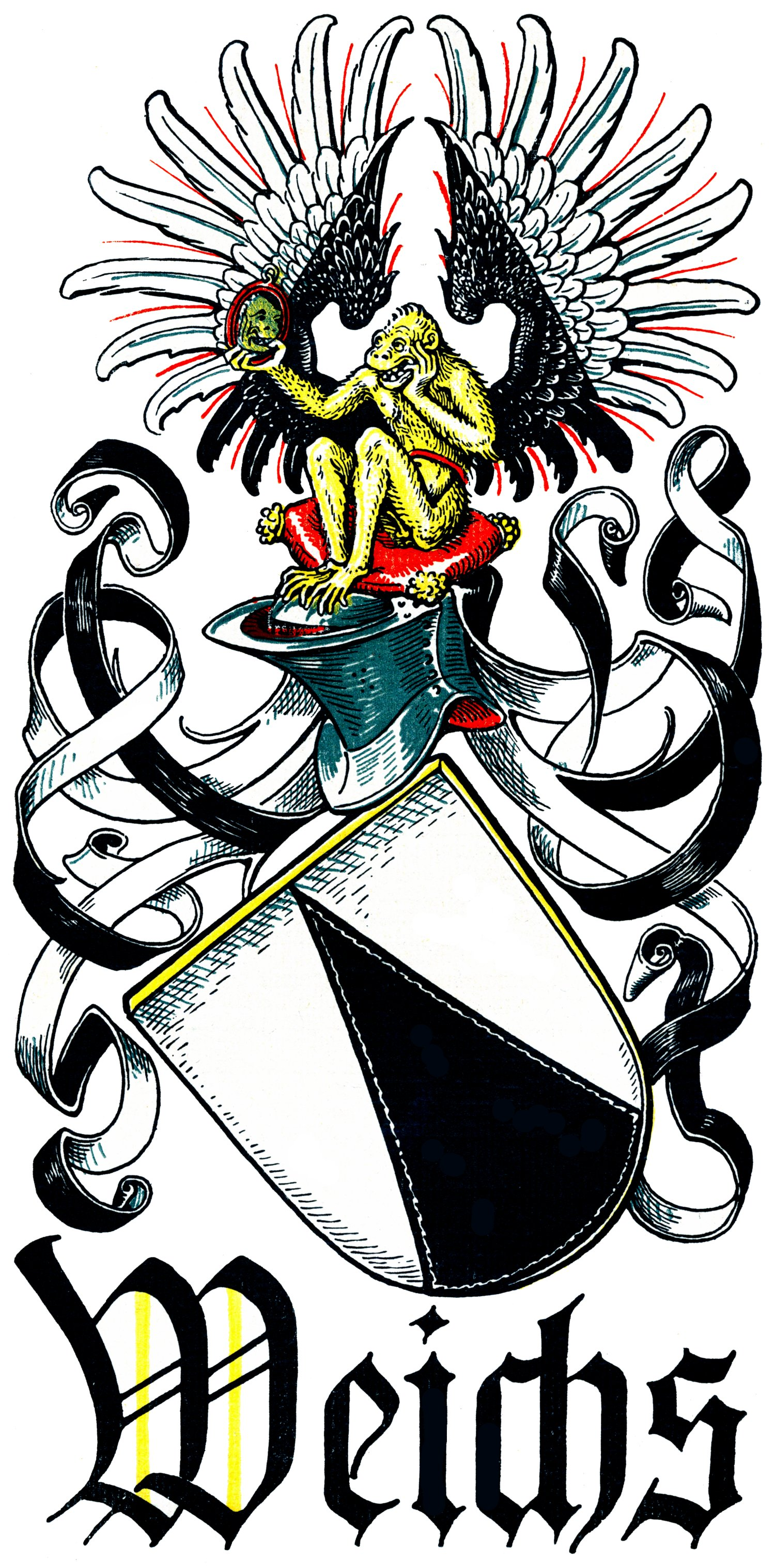
Wappengrafik von Otto Hupp im Münchener Kalender von 1925
Wappen derer von Weichs zur Wenne

### Ortswappen
Die Spitze aus dem Wappen der Familie erscheint noch heute in einigen oberbayerischen bzw. sauerländischen Ortswappen.

Wappen der Gemeinde Weichs
Wappen der Gemeinde Ascha
Wappen der Gemeinde Falkenfels
Wappen der Gemeinde Obergriesbach
Wappen der Gemeinde Loitzendorf
Wappen der Gemeinde Eslohe
Wappen von Scharfenberg Ortsteil der Stadt Brilon

## Namensträger

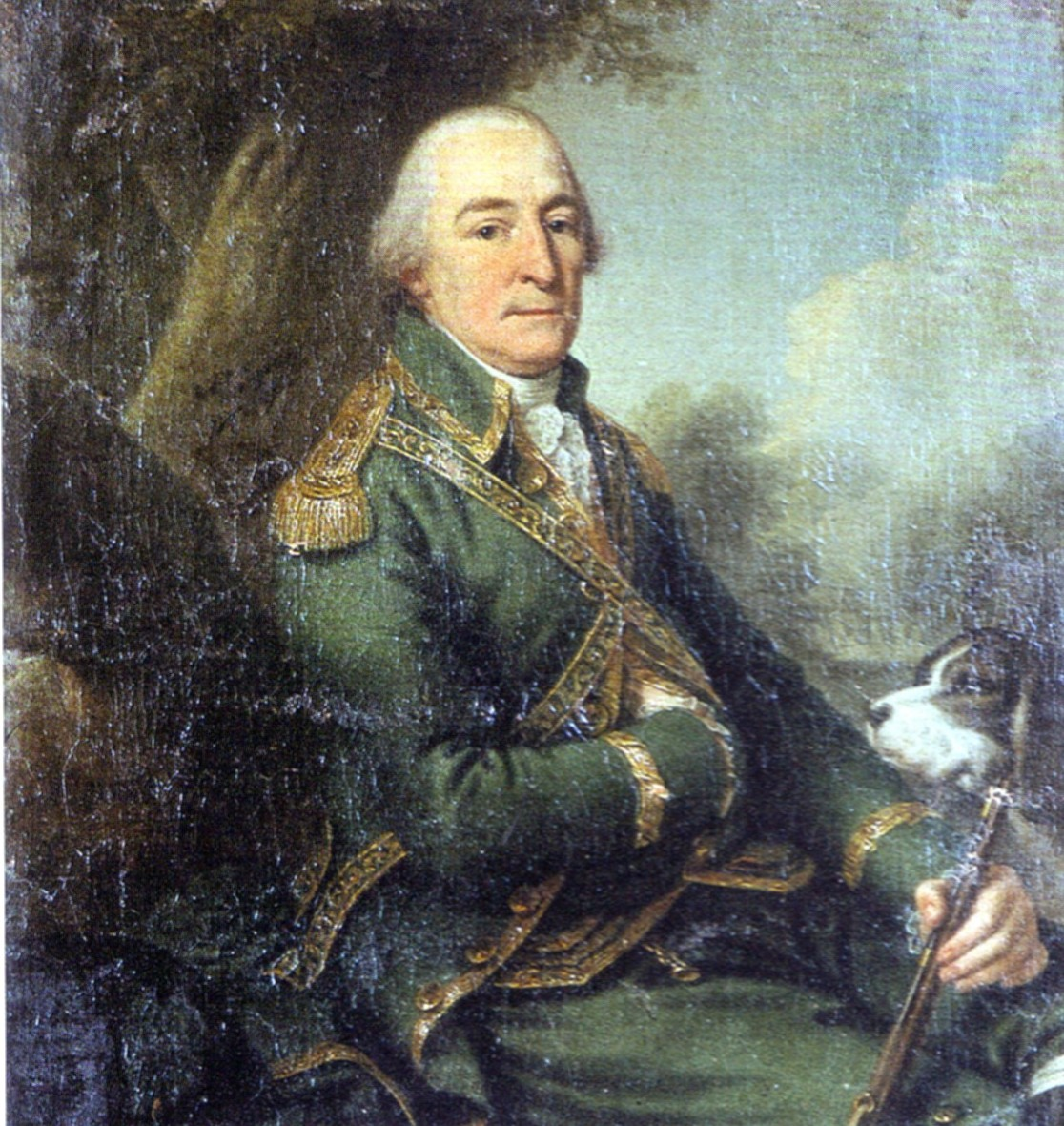
Clemens August von Weichs (1736–1815), Landdrost im Herzogtum Westfalen

- Clemens August von Weichs (* 1736; † 1815), letzter Landdrost im Herzogtum Westfalen und erster Präsident des hessen-darmstädtischen Regierungskollegiums in Arnsberg
- Engelbert August von Weichs zu Sarstedt (* 1755; † 1815), Domherr in Hildesheim, Münster und Paderborn
- Franz Stephan von Weichs (* 1717; † 1768), Domherr in Hildesheim und Osnabrück
- Friedrich von Weichs-Glon (* 1832; † 1873), österreichischer Großgrundbesitzer und liberaler Politiker[4]
- Joseph Franz von Weichs (* 1745; † 1819), Domherr in Münster und Paderborn
- Joseph von Weichs (* ca. 1770; † 1826), preußischer Landrat
- Joseph Maria von Weichs (Reichsfreiherr von Weichs auf Steingriff; 1756–1819), deutscher Verwaltungsjurist
- Maximilian von Weichs (* 1881; † 1954), deutscher Generalfeldmarschall
- Philipp Franz von Weichs (* 1714; † 1755), Domherr in Münster
- Wilhelm Joseph von Weichs (* 1716; † 1786), Dompropst in Paderborn  und Domherr in Münster und Hildesheim
- Wilhelm von Weichs-Rösberg (* 1825; † 1894), Gutsbesitzer und Mitglied des preußischen Herrenhauses